# Kzylordynia obscura
Kzylordynia obscura (лат.) — вид вымерших жуков-златок, типовой и единственный в роде Kzylordynia. Обнаружен в меловых отложениях Казахстана (Кзыл-Жар), датированных туронским ярусом (около 90 млн лет).

## Описание
Мелкого размера жуки, длина тела 14,3 мм, ширина тела 5,8 мм, длина надкрылий 19 мм.

## Классификация
Вид Kzylordynia obscura был впервые описан в 1995 году российским палеоэнтомологом А. В. Алексеевым (ПИН РАН, Москва), вместе с видами Brevista zherichini, Metabuprestium bayssense, M. bontsaganense, M. cretaceum, M. dundulense, M. nobile и другими.
В 2008 году американский колеоптеролог Чарльз Лоуренс Беллами (1951—2013) отнёс род Kzylordynia к подсемейству Buprestinae.